# Caojing
Caojing är en köping i Kina. Den ligger i Jinshan i storstadsområdet Shanghai, i den östra delen av landet, omkring 49 kilometer söder om den centrala stadskärnan. Antalet invånare är 40 722. Befolkningen består av 19 498 kvinnor och 21 224 män. Barn under 15 år utgör 8,0 %, vuxna 15-64 år 79 %, och äldre över 65 år 12,0 %.